# 佩鲁贾
佩鲁贾（義大利語：Perugia，義大利語發音：[peˈruːdʒa] ⓘ）是意大利翁布里亚佩魯賈省的首府，也是一座富有文明遗迹的“前罗马时代”都市。

## 歷史
纪元前4世纪初，罗马人征服伊特魯斯坎古城邦，占领这座古城。其后将近千年中，佩鲁贾几经摧毁和重建，规模渐趋稳定。9世纪，该城落入罗马教廷掌控，后虽有过一段独立，1540年又被划归“圣邦”。1861年，意大利王国收回主权。

## 建築

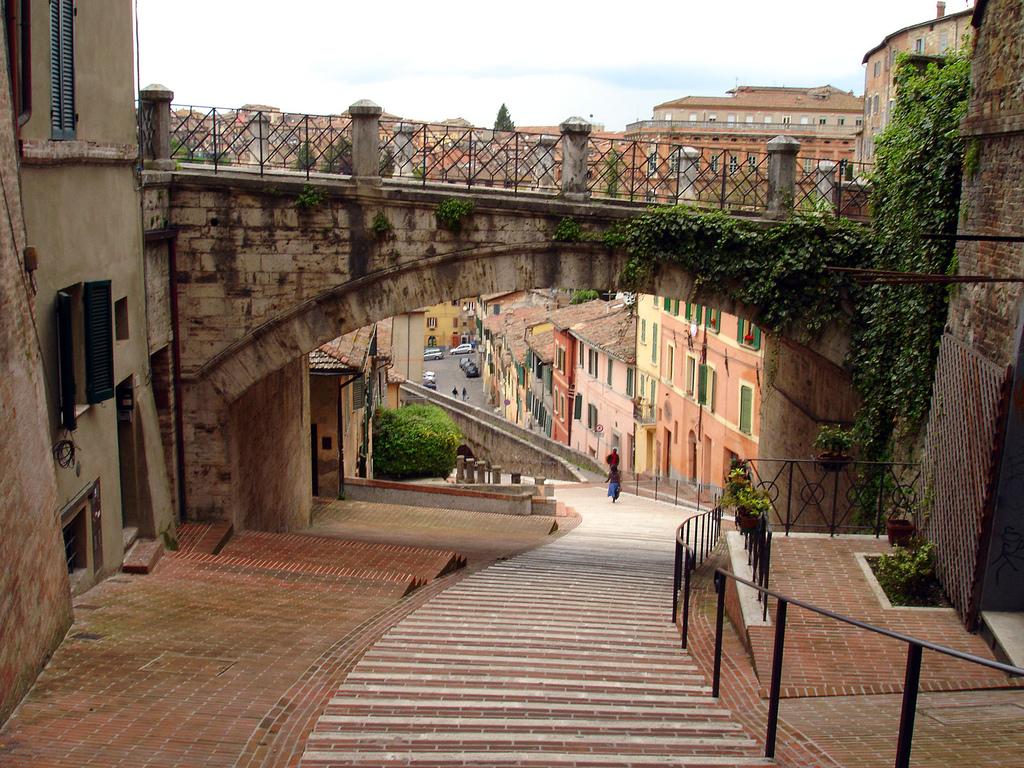
佩魯賈城一景

佩鲁贾保留了中世纪和文艺复兴时代的一系列建筑，远至5世纪修造的圣天使教堂，以及10世纪的圣伯多禄圣殿，其间藏展着许多艺术珍品。圣伯纳德讲经礼拜堂的前脸，布满格调鲜明的15世纪文艺复兴式雕塑。游客观光名处，还包括翁布里亚考古博物馆（National Museum of Umbrian Archaeology）、国立翁布里亚美术馆（Galleria Nazionale dell'Umbria）。

## 教育
佩鲁贾现有的四所大学中，佩鲁贾大学及佩鲁贾外国人大学；前者为国立综合性大学，于1308年经由当时教宗克勉五世发布诏书确认建校，后者为意大利僅有的两所国立语言类大学之一（另一所位于托斯卡納大区的锡耶纳外国人大学），其目的在于面向全世界推广意大利语言及文化，多数为外国留学生。还有一所佩鲁贾美术学院1573年创立和佩鲁贾音乐学院，均为高等教育学府。

## 姐妹城市
- 法國普羅旺斯地區艾克斯
- 斯洛伐克布拉提斯拉瓦
- 德国波茨坦
- 美国西雅圖
- 德国圖賓根

## 事件
2016年8月24日凌晨, 佩魯賈發生黎克特6.2級淺層地震，隨後再有多達50次餘震。古城多處嚴重受損,多幢建築物倒塌，多人傷亡。

## 外部連結
- 佩魯賈官方旅遊網站